# Akpro-Missérété
Akpro-Missérété es una comuna beninesa perteneciente al departamento de Ouémé.
En 2013 tiene 127 249 habitantes, de los cuales 41 657 viven en el arrondissement de Akpro-Missérété.
Se ubica en la periferia septentrional de Porto Novo.

## Subdivisiones
Comprende los siguientes arrondissements:
- Akpro-Missérété
- Gomè-Sota
- Katagon
- Vakon
- Zoungbomè